# Lasiodora cristata
Lasiodora cristata is een spinnensoort in de taxonomische indeling van de vogelspinnen (Theraphosidae).
Het dier behoort tot het geslacht Lasiodora. De wetenschappelijke naam van de soort werd voor het eerst geldig gepubliceerd in 1923 door Cândido Firmino de Mello-Leitão.